# Ronaldo Puno

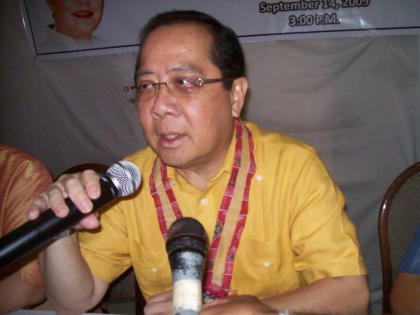
Ronaldo Puno, 2009

Ronaldo Villanueva Puno (* 25. April 1948 in Manila) ist ein philippinischer Politiker.

## Biografie
Sein Vater Ricardo Puno war 1979 bis 1984 Justizminister sowie von 1984 bis 1986 Abgeordneter des Kongresses (Batasang Pambansa).
Nach dem Besuch der Elementary School der Ateneo de Manila University sowie der High School der Manuel L. Quezon University studierte er von 1964 bis 1968 Politikwissenschaften an der Ateneo de Manila University und beendete diese mit einem Bachelor of Arts (B.A. Political Science).
Nach Beendigung des Studiums trat er in die Privatwirtschaft ein und war zunächst Verwaltungsangestellter bei Rubicon Inc., der Verwaltungsfirma der Philippine Airlines und danach von August 1969 bis Juni 1972 Präsident der Investment Services Inc. In dieser Zeit war er 1970 auch Gründer der Metropolitan Stock Exchange Inc. sowie von Juli 1971 bis Juni 1974 Präsident von Alpha Electrosystems Inc.
Danach ging er im Juli 1974 in den Staatsdienst und war bis Mai 1982 als Assistent des Ministers (Assistent Secretary) zeitweise Programmdirektor für die Barangays und Leitender Verwaltungsassistent im Büro des Ministers für Lokalverwaltung und Gemeindeentwicklung (Department of Local Government and Community Development, DLGCD) tätig. In diesem war er außerdem von 1975 bis 1976 Leiter der Rechnungsprüfungsabteilung.
Zwischen Mai 1982 und Juni 1986 war er Assistent des Ministers für Transport und Kommunikation (Ministry of Transportation and Communication, DTC). Zeitgleich war er von Januar bis Februar 1986 Stellvertretender Minister für Medienangelegenheiten in den letzten Wochen der Amtszeit des Diktators Ferdinand Marcos.
Anschließend kehrte er in die Privatwirtschaft zurück und war insbesondere zwischen 1986 und 1998 Präsident der Micron Overseas Marketing Inc., einem Tochterunternehmen von Micron Technology, sowie zwischen 1989 und 1991 Politischer Berater von Black, Manafort, Stone & Kelly sowie zwischen 1990 und 1992 Berater der Philippine Long Distance Telephone Co. (PLDT), dem größten börsenorientierten Unternehmen der Philippinen. Darüber hinaus war er von 1991 bis 1998 Berater der Micron Public Affairs Co. sowie von Juli 1992 bis April 1993 Vorstandsvorsitzender von Broadcast City.
1998 war er zunächst kurzzeitig Vorsitzender der Kommunalen Autonomiebewegung (Local Autonomy Movement of the Philippines Inc.), ehe er im Anschluss zunächst von Juli 1998 bis April 1999 Unterstaatssekretär im Ministerium für Inneres und Kommunalverwaltung war.
Im April 1999 wurde er von Präsident Joseph Estrada schließlich selbst zum Minister für Inneres und Kommunalverwaltung (Secretary of Interior and Local Government) ernannt und gehörte dessen Kabinett bis Januar 2000 an.
Danach kehrte er erneut in die Privatwirtschaft zurück und wurde 2000 nicht nur Vorsitzender der North River Mountain Ranch und der Micron Public Affairs Company, sondern 2001 auch Vorsitzender von Pacific Sunrise International Holdings Inc.
2004 wurde er zum Abgeordneten des Repräsentantenhauses der Philippinen gewählt und vertrat dort bis 2006 als Vorsitzender der Partei KAMPI (Kabalikat ng Malayang Pilipino) die Interessen des Wahlkreises I (1st District) von Antipolo City. Nachfolger in diesem Wahlkreis wurde bei den Kongresswahlen 2007 Roberto Puno.
Am 5. Februar 2006 wurde er von Präsidentin Gloria Macapagal-Arroyo als Minister für Inneres und Kommunalverwaltung erneut in eine Regierung berufen und gehört deren Kabinett seitdem an.